# Caleta mindarus
Caleta mindarus is een vlinder uit de familie van de Lycaenidae. De wetenschappelijke naam van de soort is voor het eerst gepubliceerd in 1865 door Cajetan Freiherr von Felder en Rudolf Felder.

## Verspreiding
De soort komt voor in West-Papoea.

## Ondersoorten
- Caleta mindarus mindarus C & R. Felder, 1865
  - = Castalius mindarus mindarus Fruhstorfer, 1918
- Caleta mindarus vocetius (Fruhstorfer, 1918)
  - = Castalius mindarus vocetius Fruhstorfer, 1918